# Les Contes de l'horloge magique
Les Contes de l'horloge magique est une adaptation en long métrage de trois courts métrages d'animation de Ladislas Starewitch réalisés entre 1924 et 1928 : La Petite Chanteuse des rues, La Petite Parade, et L’Horloge magique. Le film est sorti en salles en France en 2003. Il a été présenté aux festivals d'Annecy, Pordenone, Taïwan, Chiavari… Le film a largement contribué à la reconnaissance publique et critique de l'œuvre de Ladislas Starewitch.

## Synopsis
- La Petite Chanteuse des rues : Une petite fille et sa mère sont chassées de leur maison par le « grand malhonnête ». La petite fille décide de gagner de l’argent en chantant dans les rues avec son petit singe, qui décide d’aller voler au grand malhonnête les documents qui lui ont permis de prendre possession de la maison.
- La Petite Parade : Inspiré du Petit soldat de plomb d'Andersen et de Casse-Noisette et le Roi des souris d'E.T.A Hoffmann. Un soldat de plomb et un casse-noisettes sont amoureux d'une petite danseuse. Le diable qui sort de sa boite à surprises, complique les affaires.
- L’Horloge magique : Un horloger invente une horloge qui raconte une histoire du Moyen Âge avec des petits automates. Nina, la petite-fille de l'horloger, rêve de devenir princesse et se marier avec le chevalier Bertrand, un des personnages de l'horloge. Mais en le voyant en danger, juste avant d'être tué par le chevalier noir, elle casse l'horloge pour lui éviter son destin. Son grand-père, fou de rage, jette Bertrand par la fenêtre, vers les bois. Dans son rêve, Nina se perd dans la forêt, gouvernée par deux petits elfes rivaux : Silphe, qui transforme Nina en princesse, et Ondin, qui réanime le chevalier Bertrand. Guidés par les fleurs, les deux amants se retrouvent.

## Distribution
- Nina Star (La petite fille)
- Bob Zubovitch (Bertrand)

## Fiche technique
- Réalisation : Ladislas Starewitch
- Scénario : Irène et Ladislas Starewitch
- Direction artistique (2003) : Xavier Kawa-Topor
- Réalisation additionnelle (2003) : Jean Rubak
- Musique (2003) : Jean-Marie Sénia
- Textes (2003) : Xavier Kawa-Topor
- Voix (2003) : Rufus
- Production : Forum des images, Gebeka films, Léona-Béatrice-Martin Starewitch
- Directeur de production : Xavier Kawa-Topor

## Les films d'origine
Les trois courts métrages d'origine ont été réalisés par Ladislas Starewitch en 1924 (La Petite Chanteuse des rues), et en 1928 (L'Horloge magique et La Petite Parade).
Ils mêlent marionnettes animées et prises de vue directes. La propre fille de Ladislas Starewitch, Nina Star, joue dans chacun de ces films.

## Partis pris de l'adaptation
Le projet est né de la rencontre de Xavier Kawa-Topor, Léona-Béatrice Martin-Starewitch, petite fille du réalisateur, et Jean-Marie Sénia à Conques, à l'occasion d'un ciné-concert. Pour faciliter la diffusion de ces films en salle et leur découverte par un public familial, l'adaptation a consisté à remplacer les intertitres d'origine par un texte original, écrit par Xavier Kawa-Topor et dit par le comédien Rufus. La musique composée par Jean-Marie Sénia et les interfilms réalisés par Jean Rubak, renforce la cohérence d'ensemble et donne au film le rythme d'un long-métrage. Le projet s'inspire en cela de la version sonore de La Ruée vers l'or de Charlie Chaplin. Jean Rubak a également utiliser différentes teintes de couleur, inspirées des virages couleur de l'époque, pour accentuer la dramaturgie du film.

## Musique
La musique du film, composée par Jean-Marie Sénia a obtenu le Grand prix du Festival international musique et cinéma de l'Yonne à Auxerre. Curro Savoy, siffleur pour les films d'Ennio Morricone a participé à l'enregistrement. La musique a fait l'objet d'une édition en CD chez Naïve.